# Mission: Impossible II
Mission: Impossible II är en amerikansk action från 2000 i regi av John Woo med Tom Cruise i huvudrollen som Ethan Hunt. Filmen hade Sverigepremiär den 12 juli 2000.

## Handling
Agenten Ethan Hunt (Tom Cruise) får i uppdrag att offra sin nya flickvän Nyah Nordoff-Hall (Thandie Newton) som bete till den f.d. kollegan Sean Ambrose (Dougray Scott) – hennes ex-pojkvän – för att hon ska locka ur honom var det stulna biologiska vapnet Chimera, uppkallat efter Chimaira, är gömt.

## Om filmen
Mission: Impossible II regisserades av John Woo. Filmen baseras på TV-serien På farligt uppdrag och är en uppföljare till filmen Mission: Impossible från 1996. Den följdes i sin tur 2006 av Mission: Impossible III.

## Musik
Originalmusiken för filmen komponerades av Hans Zimmer. Filmen hade i sin tur två ledmotiv. Den ena var Take a Look Around skriven och framförd av Limp Bizkit. Den andra var I Disappear skriven och framförd av Metallica. 

## Rollista (i urval)
- Tom Cruise - Ethan Hunt
- Dougray Scott - Sean Ambrose
- Thandie Newton - Nyah Nordoff-Hall
- Richard Roxburgh - Hugh Stamp
- John Polson - Billy Baird
- Brendan Gleeson - John C. McCloy
- Rade Šerbedžija - Dr. Vladimir Nekhorvich
- Ving Rhames - Luther Stickell
- William Mapother - Wallis
- Dominic Purcell - Ulrich
- Anthony Hopkins - IMF-chefen Swanbeck